# Космос-1626
Космос-1626 је један од преко 2400 совјетских вјештачких сателита лансираних у оквиру програма Космос.
Космос-1626 је лансиран са космодрома Плесецк, СССР, 24. јануара 1985. Ракета-носач Ф-2 је поставила сателит у орбиту око планете Земље. Маса сателита при лансирању је износила 2200 килограма. Космос-1626 је био сателит намијењен за електронско извиђање, јављање и навођење.